# TOTOリモデル 住まいの何でも大事典
TOTOリモデル 住まいの何でも大事典（トートーリモデルすまいのなんでもだいじてん）は、TBSラジオをキーステーションにJRN全国12局ネットで放送されていたラジオ番組。パーソナリティは柳井麻希。提供はTOTO。
もともとは2003年10月に「mix」内におけるJRN全国ネットの1コーナーとしてスタート。翌2004年4月より「JRNテープネット番組」としてmix内コーナーから独立、2009年3月29日放送分を以て番組終了。
リスナーから寄せられた住宅についての悩み・質問について、パーソナリティが専門家とともに解決していた。

## ネット局
- TBSラジオ 日曜 6:40～6:50（「新井麻希 プレシャスサンデー」内）
- HBC 北海道放送 日曜 7:35～7:45
- TBC 東北放送 日曜 7:20～7:30
- BSN 新潟放送 土曜 7:40～7:50（「ブランチバスケット」内）
- MRO 北陸放送 土曜 6:50～7:00
- CBC 中部日本放送 日曜 8:05～8:15
- ABC 朝日放送 日曜 8:40～8:50（mix内で放送していた時はMBS毎日放送で放送※）
- BSS 山陰放送 土曜 7:00～7:10
- RCC 中国放送 土曜 6:40～6:50（「ひとこと治宣の千客万来」内）
- RKB RKB毎日放送 土曜 6:40～6:50
- MBC 南日本放送 土曜 6:20～6:30
- RBC 琉球放送 日曜 7:40～7:50

※火〜木曜のみ